# Dokuztaş, Diyadin
Dokuztaş là một xã thuộc huyện Diyadin, tỉnh Ağrı, Thổ Nhĩ Kỳ. Dân số thời điểm năm 2011 là 152 người.